# East-West Ensemble
East-West Ensemble est un groupe israélien de musiques du monde, originaire de Tel-Aviv. Il est formé en 1985, et fusionne les musiques du Moyen-Orient. Il est composé de musiciens ayant une formation classique ou jazz.

## Histoire
East-West Ensemble est originaire de Tel-Aviv et comprend de musiciens de confession juive et musulmane. Yisrael Borochov quitte le groupe Habreira Hativ'it, et nomme son nouveau groupe East-West Ensemble, formé en 1985. En 1989, le groupe joue deux nuits dans la soirée Wounded Spirits/Promised Land du Dance Theater Workshop.
En 2006, le groupe sort son dernier album en date, The Hidden Spirituals: Kabbalah Music. Chris Nickson d'AllMusic explique que « ce disque live, magnifiquement enregistré, tire sa musique de nombreux coins de la diaspora juive - Turquie, Tunisie, Éthiopie, Ukraine, et même une mélodie de Ravel avec des paroles lyriques ».
Le groupe est récompensé à la 40e édition des Celebration Awards pour son œuvre originale israélienne, reçoit le premier prix au Eilat Jazz Festival et le Histadrut Award pour son mélange des traditions artistiques.

## Membres

### Membres actuels
- Yisrael Borochov – dulcimer, contrebasse, basse fretless, basse acoustique, saz, cümbüş, tombak, darbouka, cymbales, synthétiseur, chant, composition
- Yuval Mesner – violoncelle
- Yacov Miron – flûte, clarinette, saxophone, zurna

### Membres additionnels
- Victor Elda – qanûn, oud
- Avi Agababa – darbouka
- Amir Shahzar – ney, zurna, kamânche, flûte, chant, batterie
- Yakov Lev-Sameach – tombak, darbouka
- Rali Margarit – violoncelle
- Ramzy Bisharat – darbouka, daf
- Boris Sichon – chant, batterie
- Gil Ron – chant, batterie

## Discographie
- 1988 : Sinai Memories
- 1992 : Zurna
- 1999 : Imaginary Ritual
- 2006 : The Hidden Spirituals: Kabbalah Music